# Alenka Bole Vrabec
Alenka Bole Vrabec (ur. 14 stycznia 1937 w Kranju; zm. 27 marca 2020 w Lublanie) – słoweńska aktorka teatralna, dyrektorka teatru, tłumaczka. 

## Biografia

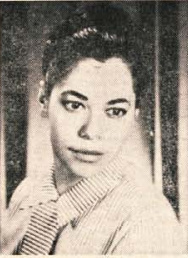
Alenka Bole Vrabec, 1968

Urodziła się w 1937 r. w Kranju jako Alenčica Marija Bole, córka Zorko Bole i Ludoviki Bole z domu Čermak. Studiowała studiowała literaturę porównawczą i dramat na  Akademii Sztuk Dramatycznych w Lublanie. Debiutowała w Mladinskem gledališču w sztuce Kristiny Brenkowej Princeska z modro vrtnico. Współpracowała także z Teatrom 57. Z okazji 40. rocznicy kariery teatralnej wybrała monodram Osama Berty Bojety w reżyserii Alena Jeleny. W latach 1992-99 była dyrektorem Gledališča Toneta Čufarja w Jesenicach, a od 1999 r. aż do przejścia na emeryturę w 2005 r., była dyrektorem Linhartove dvorane w Radovljicach.
Zajmowała się głównie tłumaczeniem literatury hiszpańskiej i południowoamerykańskiej. W jej dorobku znajdują się tłumaczenia dzieł laureatów Nagrody Nobla: Ludzie z kukurydzy Miguela Ángela Asturiasa, Sto lat samotności, Jesień patriarchy, Życie jest opowieścią Gabriela Garcíi Márqueza. Przetłumaczyła również dzieła innych pisarzy, m.in.:  Juana Ruflo,  Tomása Eloya Martíneza, Vicenta Blasco Ibáñeza, Camilo José Celę, Carlosa Fuentesa. Zajmowała się także tłumaczeniami dla teatrów słoweńskich.

## Życie prywatne
Mężem Alenki był Marjan Vrabec. Mieli dwóch synów Iztoka i Klemena. 

## Nagrody i wyróżnienia
- Sovretova nagrada za tłumaczenia literatury hiszpańskojęzycznej (1979)[2]
- Župančičeva nagrada Mesta Ljubljana za przekład Terra Nostra Carlosa Fuentesa (1992)[2]
- Severjeva nagrada za najlepsze dzieło w teatrze amatorskim (2000)[3]
- Zlata plaketa Javnega sklada RS za działalność kulturalną (2006)[3]
- Honorowy członek Stowarzyszenia Słoweńskich Tłumaczy Literatury (2017)[3]